# Тайсон, Нора
Нора Вингфилд Тайсон (род. 1957 г.) — вице-адмирал ВМС США в отставке.  В июле 2013 года она была повышена до вице-адмирала и назначена заместителем командующего флотом США. В 2015 году она была назначена командующим Третьим флотом, что сделало её первой женщиной, возглавившей флот кораблей ВМС США, уволилась со службы в 2017 году.

## Биография
Уроженка Мемфиса, штат Теннесси, Нора Вингфилд Тайсон училась в епископальной школе Святой Марии, которую окончила в 1975 году. Тайсон окончил университет Вандербильта в 1979 году по специальности английский язык. Позже в том же году она поступила в аспирантуру и в декабре 1979 года была зачислена в ВМС США.

## Награды
|                                                                                      | |                                                                                      |  |  |  |  |  |  |  |
|                                                                                      | |                                                                                      |  |  |  |  |  |  |  |
| Бронзовый пучок дубовых листьев                                                      | Золотая звезда повторного награждения · Золотая звезда повторного награждения · Золотая звезда повторного награждения · Золотая звезда повторного награждения | Золотая звезда повторного награждения · Золотая звезда повторного награждения        |  |  |  |  |  |  |  |
| Золотая звезда повторного награждения                                                | Золотая звезда повторного награждения | Бронзовая звезда за службу                                                           |  |  |  |  |  |  |  |
| Бронзовая звезда за службу · Бронзовая звезда за службу · Бронзовая звезда за службу | | Бронзовая звезда за службу                                                           |  |  |  |  |  |  |  |
|                                                                                      | |                                                                                      |  |  |  |  |  |  |  |
| Бронзовая звезда за службу                                                           | Бронзовая звезда за службу · Бронзовая звезда за службу | Бронзовая звезда за службу · Бронзовая звезда за службу · Бронзовая звезда за службу |  |  |  |  |  |  |  |
|                                                                                      | |                                                                                      |  |  |  |  |  |  |  |